# Las Puertas, Veracruz
Las Puertas är en ort i Mexiko.   Den ligger i kommunen Jamapa och delstaten Veracruz, i den sydöstra delen av landet, 300 km öster om huvudstaden Mexico City. Las Puertas ligger 25 meter över havet och antalet invånare är 797.
Terrängen runt Las Puertas är mycket platt. Runt Las Puertas är det ganska glesbefolkat, med 43 invånare per kvadratkilometer. Närmaste större samhälle är Veracruz, 16,8 km norr om Las Puertas. Trakten runt Las Puertas består till största delen av jordbruksmark.